# Microregione di São Sebastião do Paraíso
São Sebastião do Paraíso è una microregione del Minas Gerais in Brasile, appartenente alla mesoregione di Sul e Sudoeste de Minas.

## Comuni
È suddivisa in 14 comuni:
- Arceburgo
- Cabo Verde
- Guaranésia
- Guaxupé
- Itamogi
- Jacuí
- Juruaia
- Monte Belo
- Monte Santo de Minas
- Muzambinho
- Nova Resende
- São Pedro da União
- São Sebastião do Paraíso
- São Tomás de Aquino